# 165

## Evenimente
- Ciuma Antonină, care ar fi putut fi variolă, a distrus armata  și a ucis peste 5 milioane de oameni din Imperiul Roman, a scris April Pudsey, un lector de istorie romană de la Universitatea Metropolitană din Manchester, într-o lucrare publicată în cartea „Disabilitate în Antichitate” ( Routledge, 2017). Mulți istorici cred că epidemia a fost adusă pentru prima dată în Imperiul Roman de către soldații care se întorceau acasă după un război împotriva Parthiei. Epidemia a contribuit la sfârșitul „Pax Romana” (Pacea Romană), o perioadă cuprinsă între anii 27 î.Hr. și 180 d.Hr., când Roma a fost în culmea puterii sale.

## Nașteri
- dată necunoscută: Macrinus  (d. 218)

## Decese
- dată necunoscută: Iustin Martirul și Filozoful  (n. 100)
- dată necunoscută: Appian  (n. 95)